# Trophée St. Clair Group
Le Trophée St. Clair Group (en anglais : St. Clair Group Trophy) est un trophée de hockey sur glace remis annuellement depuis 1990 au meilleur employé des relations publiques et du marketing dans la Ligue de hockey de l'Ouest.

## Gagnant du trophée
| Saison            | Récipiendaire                    | Équipe                            |
| ----------------- | -------------------------------- | --------------------------------- |
| 1989–1990         | Jeff Chynoweth                   | Hurricanes de Lethbridge          |
| 1990-1991         | Bill Lee                         | Thunderbirds de Seattle           |
| 1991-1992         | Mark Dennis                      | Rockets de Tacoma                 |
| 1992-1993         | Rick Dillabough                  | Wheat Kings de Brandon            |
| 1993-1994         | Mark Miller                      | Winterhawks de Portland           |
| 1994-1995         | Herm Hordal                      | Blades de Saskatoon               |
| 1995-1996         | Dave Pier                        | Chiefs de Spokane                 |
| 1996-1997         | Pat Garrity                      | Rebels de Red Deer                |
| 1997-1998         | Dane MacKinnon                   | Cougars de Prince George          |
| 1998-1999         | Scott Clark                      | Pats de Regina                    |
| 1999-2000         | Mike Jenkins                     | Raiders de Prince Albert          |
| 2000-2001         | Mark Miles                       | Chiefs de Spokane                 |
| 2001-2002         | Greg McConkey                    | Rebels de Red Deer                |
| 2002-2003 égalité | Ann-Marie Hamilton Reid Pederson | Rockets de Kelowna Pats de Regina |
| 2003-2004         | Mark Stiles                      | Hitmen de Calgary                 |
| 2004-2005         | Roger Lemire                     | Giants de Vancouver               |
| 2005-2006         | Dave Andjelic                    | Tigers de Medicine Hat            |
| 2006-2007         | Bruce Vance                      | Raiders de Prince Albert          |
| 2007-2008         | Kip Reghenas                     | Hitmen de Calgary                 |
| 2008-2009         | Mike Bortolussi                  | Tigers de Medicine Hat            |
| 2009-2010         | Zoran Rajcic                     | Silvertips d'Everett              |
| 2010-2011         | Mike Moore                       | Hitmen de Calgary                 |
| 2011-2012         | Corey Nyhagen                    | Warriors de Moose Jaw             |
| 2012-2013         | Dave Chyzowski                   | Blazers de Kamloops               |
| 2013-2014         | Thunderbirds de Seattle          | Thunderbirds de Seattle           |
| 2014-2015         | Rockets de Kelowna               | Rockets de Kelowna                |
| 2015-2016         | Royals de Victoria               | Royals de Victoria                |
| 2016-2017         | Pats de Regina                   | Pats de Regina                    |
| 2017-2018         | Oil Kings d'Edmonton             | Oil Kings d'Edmonton              |
| 2018-2019         | Silvertips d'Everett             | Silvertips d'Everett              |
| 2019-2020         | Hurricanes de Lethbridge         | Hurricanes de Lethbridge          |
| 2020-2021         | Non décerné                      | Non décerné                       |
| 2021-2022         | Silvertips d'Everett             | Silvertips d'Everett              |
| 2022-2023         | Chiefs de Spokane                | Chiefs de Spokane                 |
| 2023-2024         | Oil Kings d'Edmonton             | Oil Kings d'Edmonton              |
| 2024-2025         | Chiefs de Spokane                | Chiefs de Spokane                 |